# 静岡県道345号裾野停車場線
静岡県道345号裾野停車場線（しずおかけんどう345ごう すそのていしゃじょうせん）は、静岡県裾野市にある道路（県道）である。

## 概要

### 路線データ
- 起点：静岡県裾野市平松 御殿場線 裾野駅前
- 終点：同市佐野 静岡県道394号沼津小山線交点（通称：佐野二本松）

## 通過する自治体
- 静岡県
  - 裾野市

## 接続する道路
- 静岡県道21号三島裾野線 裾野駅前
- 静岡県道394号沼津小山線 佐野二本松